# 紅擬鮋
紅擬鮋（学名：Scorpaenopsis papuensis）是輻鰭魚綱鮋形目鮋亞目鮋科的其中一種，為熱帶海水魚，分布於太平洋菲律賓、印尼至社會群島，北起琉球群島，南迄澳洲大堡礁海域，棲息深度1-40公尺，體長可達25公分，棲息在沿岸砂底質、碎石底質底層水域，生活習性不明。

## 扩展阅读
維基物種上的相關：紅擬鮋